# 固倫靖端長公主
固倫靖端長公主（1628年—1686年），名達哲。清太宗皇太极第三女，生母為孝端文皇后博尔济吉特氏。

## 生平
崇德四年 (1639年) ，下嫁科尔沁多羅郡王奇塔特。奇塔特是她的外祖母科尔沁大妃被表兄索诺木收继後所生之子。故从母亲的父系血缘而论是她的表侄，而从母亲的母系血缘而论是她的舅舅。
順治十四年 (1657年) 二月十五日，封太宗第三女、額爾得尼郡王母固龍公主達哲為固伦长公主。順治十六年 (1659年) 十二月二十四日，詔封為固倫延庆長公主，惟後來又改封為靖端长公主。
宮中檔案亦稱其為重信贵固伦公主。康熙二年九月二十六日《費揚古等為外藩貢馬行賞的題本》記，科爾沁額爾德尼郡王之母重信貴固倫公主來貢十八匹馬，六匹亮甲馬及十二匹官用披甲馬，擬賜各五十兩之銀茶桶一盆一，緞三十，染貂皮十，獺皮六，動雕鞍一，茶六竹簍。康熙十年三月初三日《噶魯等為外藩來貢馬、駝、白珍珠毛元孤皮行賞的題本》記，科爾沁重信貴固倫公主來貢一匹馬，官用披甲馬，擬賜緞三。康熙十六年三月初二日《噶魯等為外藩貢馬行賞的題本》記，科爾沁重信貴固倫公主來貢一匹馬，駑馬，擬賜緞一。
康熙二十五年 (1686年) 五月，固倫靖端長公主去世，享年五十九歲。